# Robert Stöcklin

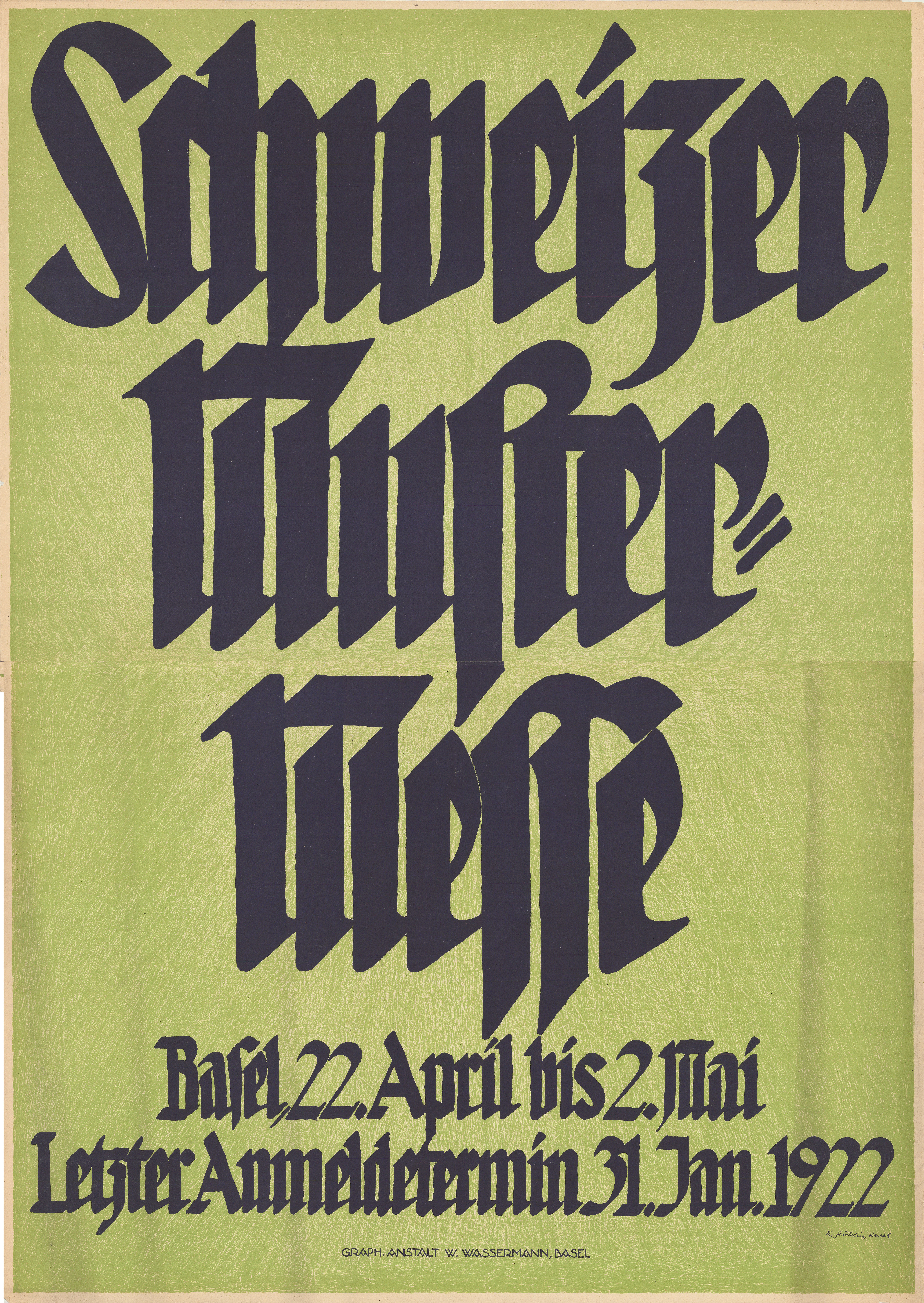
Plakat von Robert Stöcklin für die Schweizer Mustermesse 1922

Robert Stöcklin (* 17. Februar 1889 in Basel; † 25. Februar 1931 ebenda) war ein Schweizer Gebrauchsgrafiker.

## Leben und Werk
Nach einer Lehre zum Schriftsetzer in Basel arbeitete Robert Stöcklin zwischen 1910 und Anfang 1912 in verschiedenen Druckereien in der Schweiz und in Deutschland als Akzidenzdrucker und ab 1913 als Instrukteur für die Typograph Setzmaschinenfabrik in Berlin. 1916 übersiedelte er nach Leipzig. Hier arbeitete er halbtags in einer Druckerei und besuchte an der Königlichen Akademie für graphische Künste und Buchgewerbe die Klasse von Georg Belwe, der zur Zeit des Ersten Weltkriegs allerdings von Maximilan Honegger vertreten wurde. Ende 1919 kehrte er nach Basel zurück, wo er einer Druckerei als technischer Leiter vorstand und für die Allgemeine Plakatgesellschaft arbeitete, bevor er in seiner Geburtsstadt schliesslich ein eigenes Grafikatelier eröffnete. Ab 1920 gestaltete Stöcklin eine Reihe von Schriftplakaten u. a. für die Mustermesse und das Gewerbemuseum. Auch beim Basler Kunstkredit errang er sich Ausführungen. In Verbindung damit übertrug ihm das kantonale Erziehungsdepartement die Neugestaltung der Zeugnisse und anderer grafischen Arbeiten. An der Gewerbeschule gab er Kurse in Schriftzeichnen.
Robert Stöcklin starb im Alter von 42 Jahren an einer schweren Diphtherie. Er zählt zu den Pionieren des künstlerischen Schriftplakats in der Schweiz.